# Michaelisstift Gefell
Das Michaelisstift Gefell ist eine kirchliche Stiftung mit dem ursprünglichen Sitz in Gefell bei Schleiz. Die 1849 von Pfarrer Georg Friedrich Christian Bauerfeind gegründete Stiftung unterstützt Menschen mit Behinderungen, aber auch Menschen in Notlagen durch Seelsorge, Beratung, Lebensbegleitung und Förderung. Außerdem ist sie Trägerin von zwei Förderschulen und einer Gemeinschaftsschule. Ferner ist die Stiftung Michaelisstift Gefell mit 12,5 % Kapitalanteil Gesellschafter der Diakoniestiftung Weimar Bad Lobenstein gemeinnützige GmbH.
Das Michaelisstift Gefell ist Träger des Johannes-Landenberger-Förderzentrums in Weimar, der Michaelisschule (Förderschule mit Schwerpunkt geistige Entwicklung) und der Freien Montessori-Gemeinschaftsschule in Bad Lobenstein.

## Geschichte

### Königreich Preußen
Im Gefolge der Revolution von 1848 gab es auch in Gefell Straßenkämpfe zwischen Arbeitern und selbsternannten „Bürgerwehren“. Dem Diakonus Bauerfeind gelang es, in diesen Auseinandersetzungen zu vermitteln und den Frieden im Ort wieder herzustellen. Im weiteren Verlauf des Jahres 1848 brach in Gefell eine Scharlach-Epidemie aus, der viele Kinder – darunter auch drei Kinder des Diakonenehepaars – zum Opfer fielen. Sie nahmen dies zum Anlass, elternlose oder bedürftige Kinder aufzunehmen. Freunde Bauerfeinds verbreiteten seinen Gedanken, eine „Rettungsanstalt“ für arme der Erziehung bedürftiger Kinder zu begründen. Auf Anregung von Johann Hinrich Wichern und durch Spenden aus der Bevölkerung sowie anlässlich eines Wittenberger Kirchentages konnte an Michaelis, dem 29. September 1849, im Diakonenhaus von Gefell die von Bauerfeind angestrebte Stiftung errichtet und als erstes Kind ein achtjähriges Mädchen aufgenommen werden. Eine Fahne des Stifts, datiert 1849, zeigt die Farben schwarz-rot-gold.
1850 gab es bereits vier Mädchen als Bewohnerinnen. König Friedrich Wilhelm IV. von Preußen unterstützte Bauerfeinds soziale Arbeit, ebenso der Kabinettsrat Marcus von Niebuhr und dessen Ehefrau, die in Berlin eine Agentur für den Vertrieb von Bauerfeinds Zeitschrift Perlenbächlein unterhielt und die von den jungen Bewohnerinnen des Stifts angefertigten Weißstickereien verkaufte. 1868 wurde die Herausgabe der Zeitschrift Perlenbächlein eingestellt. Bauerfeind, inzwischen zum Oberpfarrer avanciert, war bereits 1857 nach Lützen versetzt worden.
Das heutige Stiftsgelände wurde 1861 erworben. Nach einem verheerenden Brand 1866 wurden die Gebäude neu errichtet, dabei wurde als Wahlspruch das Schriftwort angebracht: „O Herr hilf, O Herr, lass wohl gelingen!“ (Psalm 118,25 )

### Deutsches Kaiserreich
Der Name Michaelisstift taucht erstmals 1873 auf. Am 1. Juli 1874 wurden dem Michaelisstift von Kaiser Wilhelm I. die Rechte einer juristischen Person verliehen. 1876 wurde der Bau eines neuen Anstaltsgebäudes verwirklicht, ein weiteres Haus mit Scheune und Stall in der Hofer Straße entstand 1877. Am Johannistag wurde das neue Gebäude in Gebrauch genommen. Das „Sonnenhaus“ wurde 1894 erbaut.
Bauerfeind war inzwischen Superintendent in Gnadau geworden. Im Jahr 1892 erreichte ihn ein Brief von Vater Bodelschwingh, in dem der Gründer der v. Bodelschwinghschen Stiftungen Bethel in Bielefeld harsche Kritik an der Führung des Michaelisstifts äußerte. Hieraus entspann sich ein Briefwechsel, der Bodelschwinghs Anteilnahme an der Arbeit des Michaelisstifts bezeugt.
Georg Friedrich Christian Bauerfeind starb am 7. Juni 1894 und wurde in Gnadau beigesetzt.

### Weimarer Republik
Leiter des Michaelisstiftes war von 1895 bis 1926 Oberpfarrer Rathmann. In den 1920er-Jahren wurde zeitweise eine Auflösung des Heims erwogen. Am 14. Oktober 1931 übernahm erstmals eine Frau, Schwester Oberin Elisabeth Manecke, die Leitung des Michaelisstifts. Sie beschrieb den Zustand des Hauses als „erschreckend“. Das Michaelisstift war hoch verschuldet und die Gebäude in einem verwahrlosten Zustand. Dies mag allerdings auf die seinerzeitige wirtschaftliche Situation in Deutschland zurückzuführen sein. Es gelang Schwester Elisabeth Manecke in kurzer Zeit, die wirtschaftliche Situation zu konsolidieren. Neben der Arbeit mit Fürsorgezöglingen und geistig behinderten Mädchen sowie einem Altersheim gab es kurzzeitig auch eine Unterkunft für Erholungsgäste.

### Nationalsozialismus
In der Zeit des Nationalsozialismus wurden Zwangssterilisationen durchgeführt und Bewohnerinnen in andere Einrichtungen „verlegt“. Werner Rauh, der mehr als 30 Jahre lang Kuratoriumsmitglied des Michaelisstifts war, bezeichnete Schwester Oberin Elisabeth Manecke als „ehrgeizig“ Seinen Angaben zufolge soll sie „eine national-bürgerlich eingestellte Führungspersönlichkeit“ gewesen sein, der damalige Pfarrer Schmeling stand im offenen Konflikt mit ihr, was auch Schwester Elisabeths Weggang nach Radeburg verursacht haben soll.
Am Ende des Zweiten Weltkriegs verfügte das Michaelisstift über eine umfangreiche Landwirtschaft, die von den Bewohnerinnen beackert wurde.

### Sowjetische Besatzung und DDR-Zeit
Schwester Elisabeth Manecke verließ, nach heftigen Anschuldigungen der FDJ, 1949 das Michaelisstift. Die Leitung übernahm Schwester Annemarie Dannehl. Ab 1952 wirkten Schwestern der Diakonissengemeinschaft Aue im Michaelisstift, im März 1986 beendeten die Schwestern ihren Dienst.

### Nach der Wende
Im September 1990 gründete das Michaelisstift eine Schule für geistig behinderte Kinder. 1992 wurde das 1842 erbaute ehemalige Kreispflegeheim für Psychiatrie in Stelzen erworben. Ab dem 1. Januar 2009 wurde ein Großteil der diakonischen Aufgaben des Michaelisstiftes, der Evangelischen Stiftung Christopherushof und des Diakonischen Zentrums Sophienhaus Weimar gGmbH zusammengeführt. Aus diesem Zusammenschluss entstand die Diakoniestiftung Weimar Bad Lobenstein gemeinnützige GmbH.

## Aufnahme von Bewohnern
Um 1870 wurden Kinder im Alter von 7 bis 13 Jahren aufgenommen, dabei handelte es sich ausschließlich um Mädchen. Sie blieben in aller Regel bis zu einem halben Jahr nach der Konfirmation, also etwa bis zum 15. Lebensjahr, im Stift. Danach, bis zur Vollendung des 18. Lebensjahrs, sorgte der Provinzialerziehungsverein in der Provinz Sachsen mit Sitz in Magdeburg weiter für die jungen Frauen und brachte sie zumeist in häuslichen Anstellungsverhältnissen unter. Ab 1928 wurden neben „Fürsorgezöglingen“ auch sogenannte „schwachsinnige“ (geistig behinderte) Mädchen sowie andere hilfebedürftige Frauen aufgenommen. Seit 1984 werden auch Jungen in die Einrichtung aufgenommen.

## Anzahl der Bewohner
- 1849: 1 Mädchen
- 1850: 4 Mädchen, schulpflichtig
- 1860: 13 Mädchen, schulpflichtig
- 1870: 9 Mädchen, schulpflichtig
- 1880: 25 Mädchen, schulpflichtig
- 1890: 34 Mädchen, schulpflichtig
- 1900: 28 Mädchen, schulpflichtig
- 1910: 36 Mädchen, schulpflichtig
- 1920: 16 Mädchen, schulpflichtig
- 1930: 52 Mädchen, davon 34 schulpflichtige Fürsorgezöglinge, 18 ältere Frauen und geistig behinderte Mädchen
- 1940: 85 Fürsorgezöglinge, davon 38 Mädchen 2–15 Jahre, teilweise debil, 34 Mädchen und junge Frauen mit Haushaltungsschule, 14–26 Jahre, 13 ältere Frauen und geistig behinderte Mädchen, 15–79 Jahre, dazu 40 vorübergehend aufgenommene Kinder und Erwachsene (Evakuierte)
- 1950: 25 Jugendliche, 20 Kinder, 13 Betreuungsbedürftige
- 1976: 30 so genannte schulbildungsunfähige, förderungsfähige Mädchen im Alter von 6 bis 18 Jahren; 28 geistig behinderte Frauen

## Leiter der Einrichtung
- 1849–1857: Diakonus Georg Friedrich Christian Bauerfeind
- 1857–1871: Oberpfarrer Dümmler
- 1874–1895: Oberpfarrer Rathmann (als Vorsitzender des Kuratoriums)
- 1895–1926: Oberpfarrer Rathmann (Leiter)
- 1926–1931: Herr Wagner (?)
- 1931–1949: Schwester Oberin Elisabeth Manecke
- 1949–1952: Schwester Annemarie Dannehl
- 1952–1962: Schwester Hanna Eisenreich
- 1962–1976: Schwester Hildegard Heinrich
- 1976–1989: Dietrich Berger
- 1992–2001: Monika Kelz

## 2024

### Vorstand
- Klaus Scholtissek, Vorstandsvorsitzender (und Geschäftsführer der Diakoniestiftung Weimar Bad Lobenstein)
- Ramón Seliger, Stellvertretender Vorstandsvorsitzender
- Rainer Neumer, Vorstand

### Stiftungsrat
Der Stiftungsrat besteht 2019 aus zehn ehrenamtlich tätigen Mitgliedern, die nicht im Dienst der Evangelischen Stiftung Christopherushof stehen.
- Henrich Herbst (Vorsitzender), Superintendent des Kirchenkreises Weimar
- Markus Enders (Stell. Vorsitzender), Bankfachwirt
- Rosmarie Grunert, Leiterin Ev. Krankenpflegeschule am SHK Weimar
- Ulrike Köppel, Geschäftsführerin der Weimar GmbH
- Michael Modde, Bürgermeister der Stadt Pößneck
- Hardy Rylke, Geschäftsführender Pfarrer der Kirchgemeinde Weimar
- Georg Schaudt, Rechtsanwalt
- Friederike Spengler, Regionalbischöfin des Propsteisprengels Gera-Weimar
- Michael Wegner, Superintendent des Kirchenkreises Rudolstadt-Saalfeld
- Stefan Wolf, Bürgermeister a. D. der Stadt Weimar